# Кастельвисконти
Кастельвисконти (итал. Castelvisconti) — коммуна в Италии, располагается в регионе Ломбардия, в провинции Кремона.
Население составляет 341 человек (2008 г.), плотность населения составляет 35 чел./км². Занимает площадь 10 км². Почтовый индекс — 26010. Телефонный код — 0374.
В коммуне 8 сентября особо празднуется Рождество Пресвятой Богородицы (Santa Maria Nascente della Scala).

## Демография
Динамика населения:

## Администрация коммуны
- Официальный сайт: https://web.archive.org/web/20090201223410/http://www.comune.castelvisconti.cr.it/pagine/index.shtml